# Las Plassas
Las Plassas är en ort och kommun i provinsen Sydsardinien i regionen Sardinien i sydvästra Italien. Kommunen hade 231 invånare (2017).